# 室岩洞

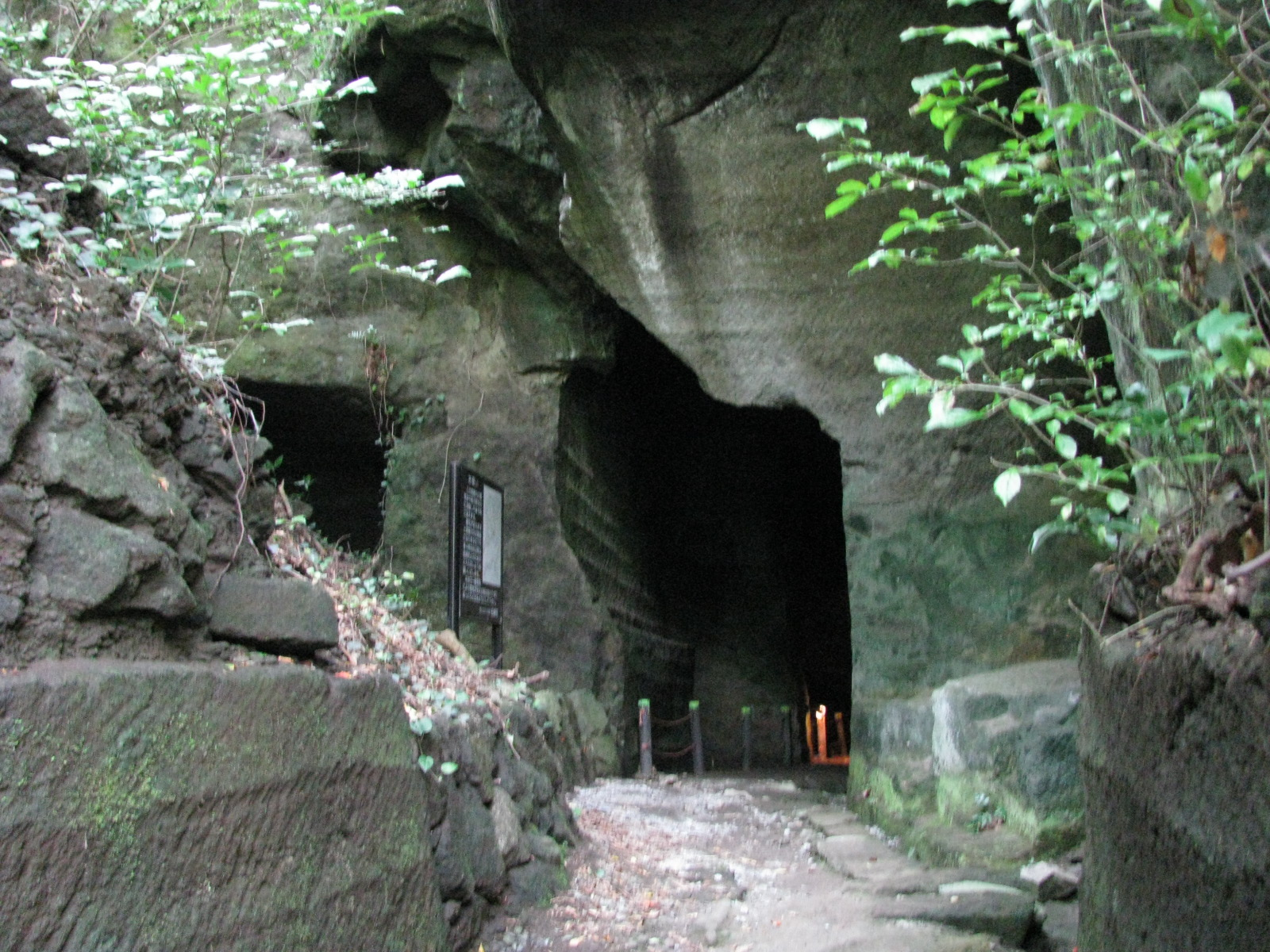
室岩洞

室岩洞（むろいわどう）とは、静岡県賀茂郡松崎町道部にある採石場跡。
伊豆半島が海底火山であった時代の海底に降り積もった火山灰が凝灰岩へと変化し、「伊豆石」と呼ばれる石材として重宝された。
室岩洞は、江戸時代から1954年（昭和29年）頃まで、伊豆石を垣根掘りの工法を用いて石を切り出していた採石場跡であり、切り出されたものは奥側にある出口から海岸まで運び出し船で輸送をしていた。この採石場跡を整備し「室岩洞」と銘うって1982年（昭和57年）4月に公開された。
江戸城の石垣にも使われたとの説があるが、ひとくちに「伊豆石」と言っても、伊豆石には凝灰岩系のやわらかい「伊豆軟石」と、安山岩系の硬い「伊豆硬石」の2種類がある。室岩洞は凝灰岩系の伊豆軟石であることから、江戸城の石垣に使われたとは考えにくい。江戸城に使われたのは主に伊豆半島東側から産出される安山岩系の伊豆硬石である。
洞内は約2000m2の広さがあり、内部をめぐる遊歩道はおよそ180m。地下水が溜まって澄んだ水たまりになっている箇所もある。内部の構造は複雑である。
- 料金     - 無料
- 室岩洞 室岩洞所在地見学時間 - 指定無し。但し場内の点灯は8時30分から17時までで、無人のため自動で消灯する。

## 伊豆石
伊豆石はやわらかく加工しやすく耐火性にも優れた石材で、岩質は2種類に分かれる。当地で産出されたものは前述の通り凝灰岩質のものである。
- 伊豆軟石（いずなんせき） - 凝灰岩[1][3]
  - 伊豆御影石・伊豆青石・沢田石などとも呼ばれ、軟らかいため加工がし易い。比較的に軽いが風化しやすい[3]。

- 伊豆硬石（いずかたいし） - 安山岩[1]
  - 真鶴石・本小松石・根府川石などとも呼ばれ、風化しにくい[3]。

## 場内風景

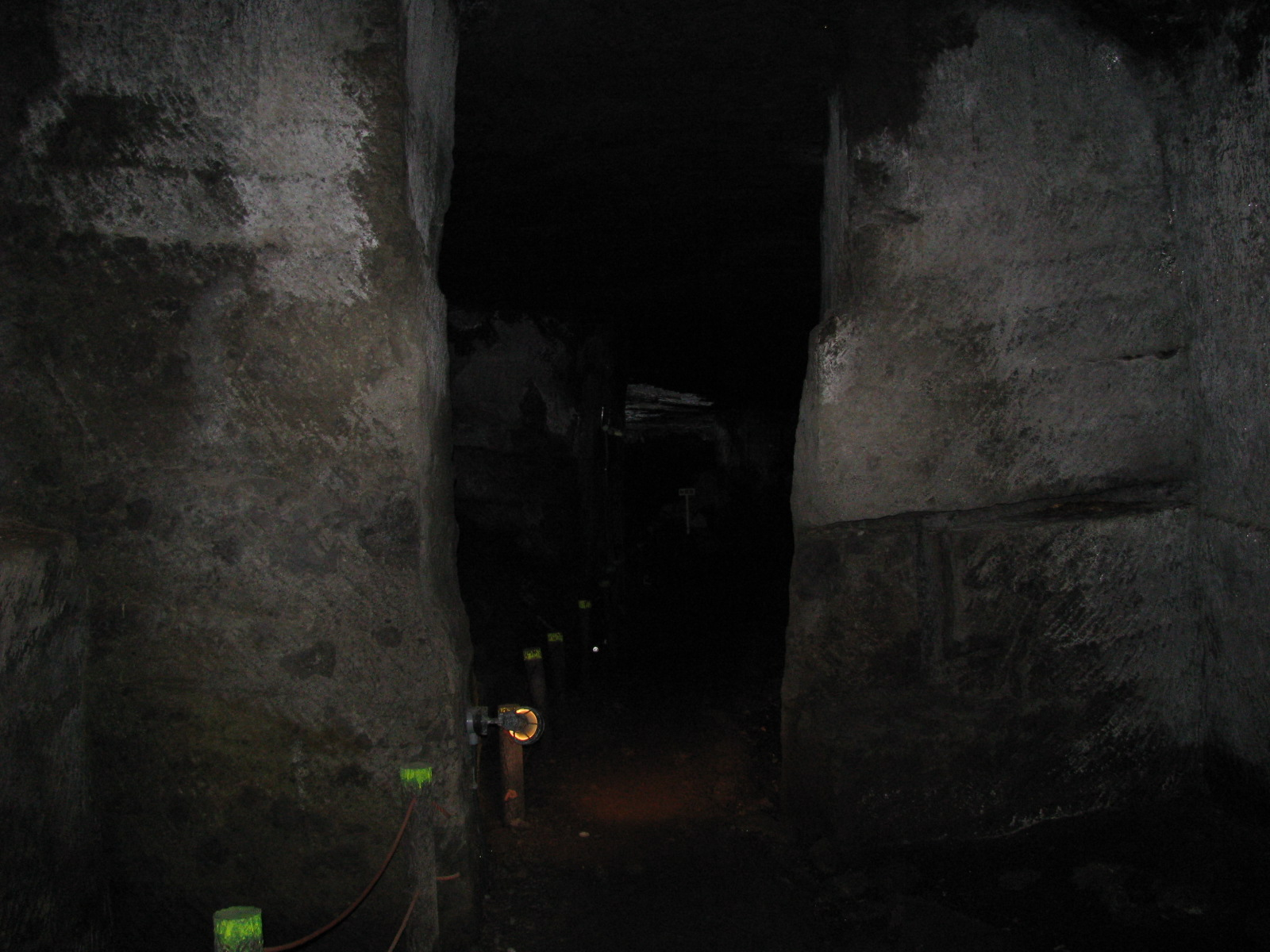
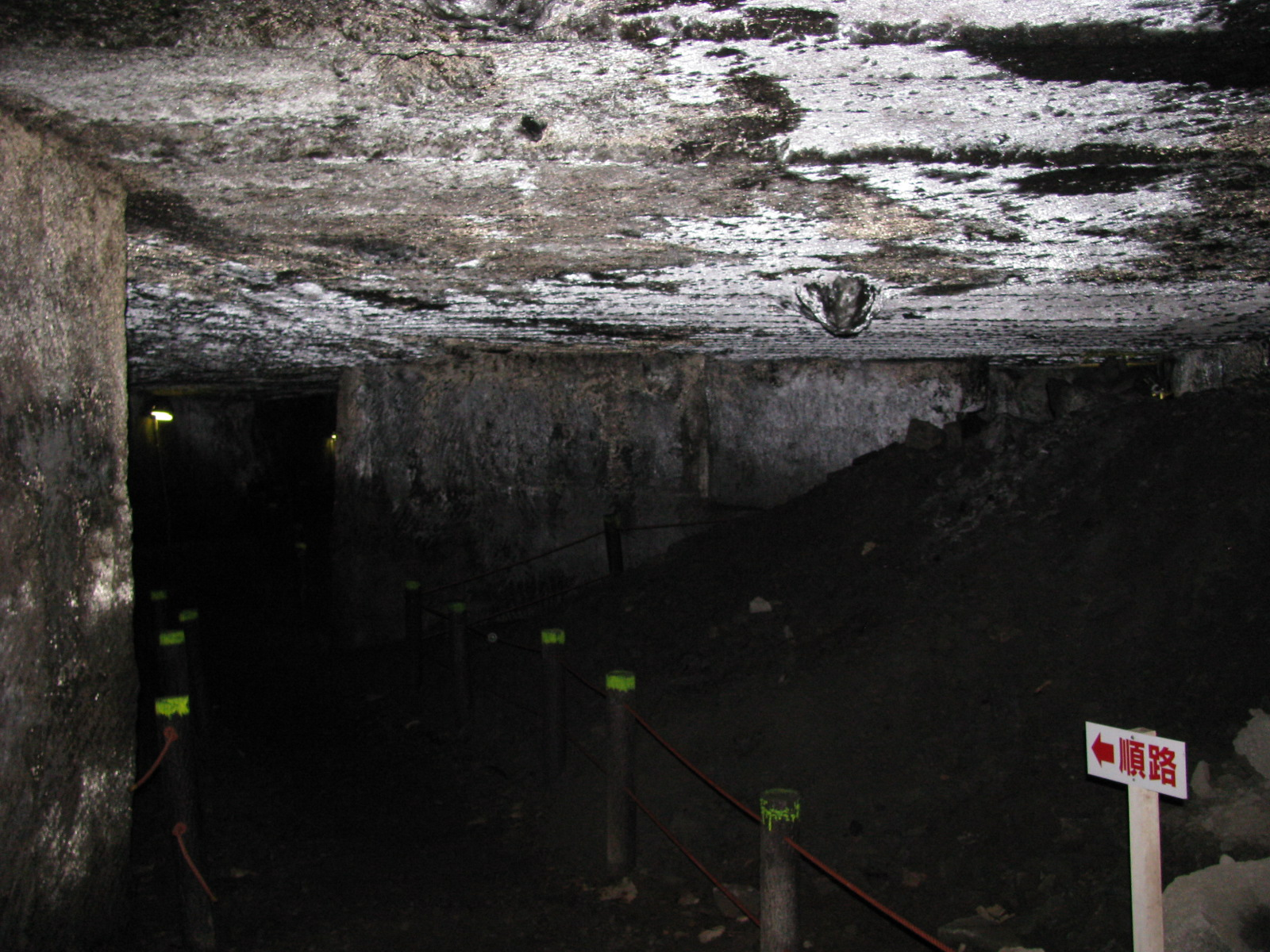
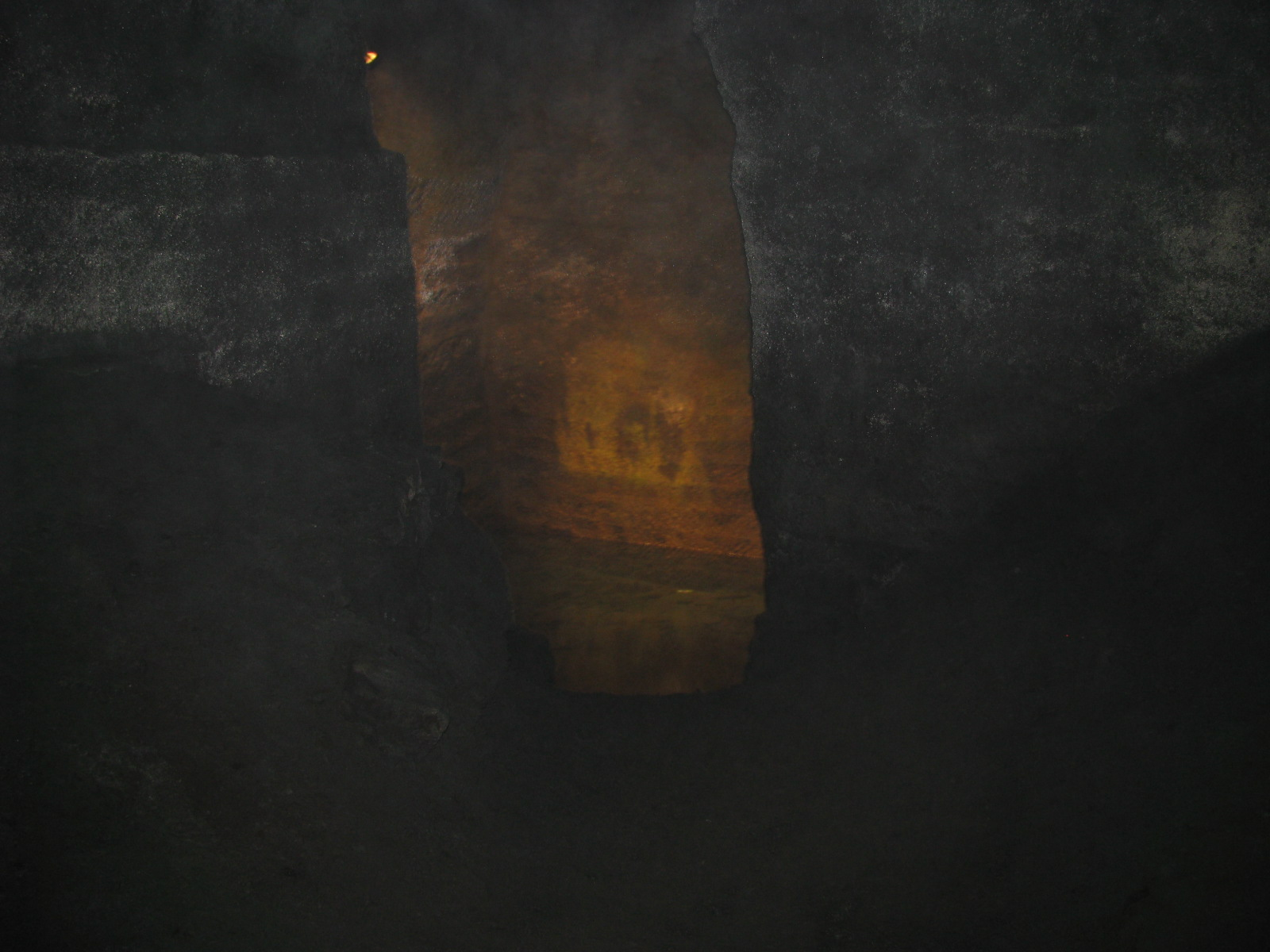
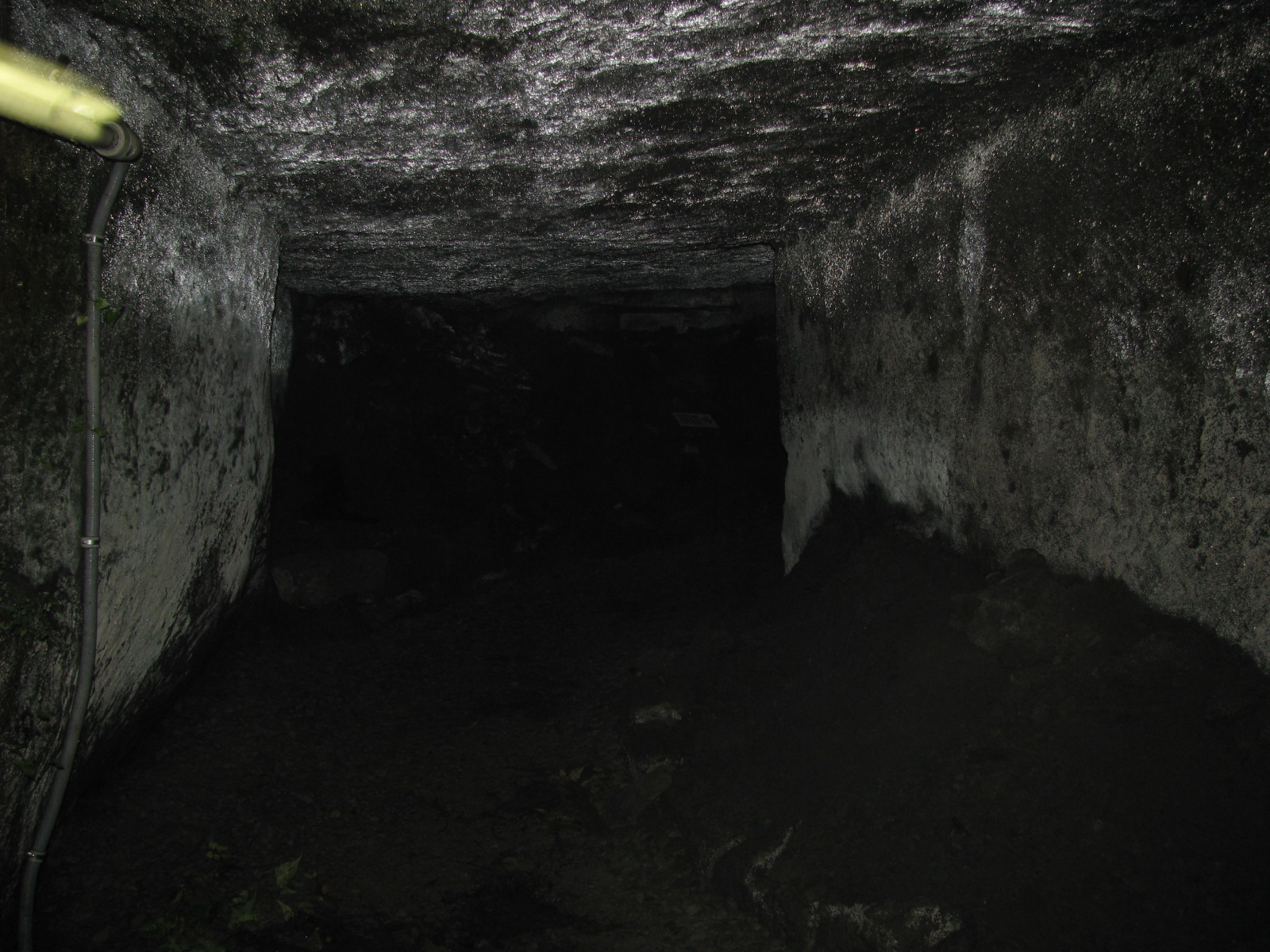